# Loài

Hệ thống phân loại sinh học tám bậc phân loại chính. Một chi chứa một hoặc nhiều loài. Phân loại trung gian không được hiển thị.

Trong sinh học, loài là một bậc phân loại cơ bản. Loài (hay giống loài) là một nhóm các cá thể sinh vật có những đặc điểm sinh học tương đối giống nhau và có khả năng giao phối với nhau và sinh sản ra thế hệ tương lai. Còn theo định nghĩa của Ernst Mayr, loài là nhóm các quần thể tự nhiên có khả năng giao phối với nhau và tương đối cách ly sinh sản với các nhóm khác. Trong nhiều trường hợp chính xác, loài được định nghĩa là nhóm cá thể có bộ nhiễm sắc thể giống nhau nhất định. Sự thích nghi các đặc điểm địa phương và phân cách địa lý đã làm cho loài có nhiều đặc điểm được chia nhỏ hơn tới phân loài (hay loài phụ).
Trong phân loại khoa học, một loài được gọi tên bằng danh pháp hai phần, in nghiêng, chữ thứ nhất là tên chi (ở động vật còn gọi là giống) được viết hoa, chữ thứ hai chỉ một đặc điểm nổi bật của loài, có thể kèm theo tên người phát hiện và/hoặc đặt tên loài. Ví dụ, tên khoa học của loài người là Homo sapiens: "Homo" là tên chi, "sapiens" chỉ đặc điểm "khôn ngoan" của loài người.
Một loài bất kỳ thì thường viết tắt là "sp." còn số nhiều là "spp.". Những từ viết tắt này thường đặt sau tên một chi/giống để chỉ một hay nhiều loài nào đó trong cùng một chi/giống, ví dụ "Canis" sp. nghĩa là một (sp.) hay một số loài (spp.) chó nào đó thuộc chi/giống "Canis".
Định nghĩa về "loài" và các phương pháp tin cậy trong việc xác định một loài cụ thể là rất cần thiết để tuyên bố và kiểm tra các học thuyết sinh học và đo đạc đa dạng sinh học, dù các cấp phân loại sinh học khác như họ có thể được xem xét ở các nghiên cứu trên quy mô lớn. Các loài tuyệt chủng chỉ được biết qua các hóa thạch nhìn chung rất khó để xác định chính xác đến cấp độ loài, đó cũng là lý do tại sao các cấp phân loại cao hơn loài như họ thường được sử dụng trong nghiên cứu dựa trên hóa thạch.
Ngoại trừ vi khuẩn và vi khuẩn cổ, tổng số loài trên thế giới ước tính 8,7 triệu, so với ước tính trước đây từ 2 triệu đến 100 triệu.

## Định nghĩa
Các nhà sinh vật học và phân loại học đã có nhiều nỗ lực để định nghĩa "loài", bắt đầu từ hình thái cho tới di truyền học. Những nhà phân loại học thời đầu như Linnaeus không có lựa chọn nào ngoài cách mô tả những gì quan sát được: về sau được chính thức hóa thành quan điểm loài loại hình hoặc loài hình thái. Ernst Mayr nhấn mạnh về cách li sinh sản nhưng cũng giống như các quan điểm khác về loài, vấn đề này rất khó hoặc thậm chí không thể kiểm tra. Các nhà sinh vật học về sau đã cố gắng hoàn thiện định nghĩa của Mayr bằng những quan điểm khác như thừa nhận và liên kết... Nhiều quan điểm tương tự hoặc chồng lấn lên nhau nên không dễ đếm cho rõ ràng: nhà sinh vật học Mayden ghi lại khoảng 24 quan điểm, còn triết gia khoa học John Wilkins đếm được 26. Wilkins tiếp tục nhóm các quan điểm thành bảy loại cơ bản: (1) loài vô tính cho sinh vật không giới tính, (2) loài sinh học cho sinh vật hữu tính cách ly sinh sản, (3) loài sinh thái dựa trên ổ sinh thái, (4) loài tiến hóa dựa trên dòng giống, (5) loài di truyền dựa trên vốn gen, (6) loài hình thái dựa trên dạng hoặc kiểu hình và (7) loài phân loại do nhà phân loại học xác định.

### Loài phân loại hay loài hình thái

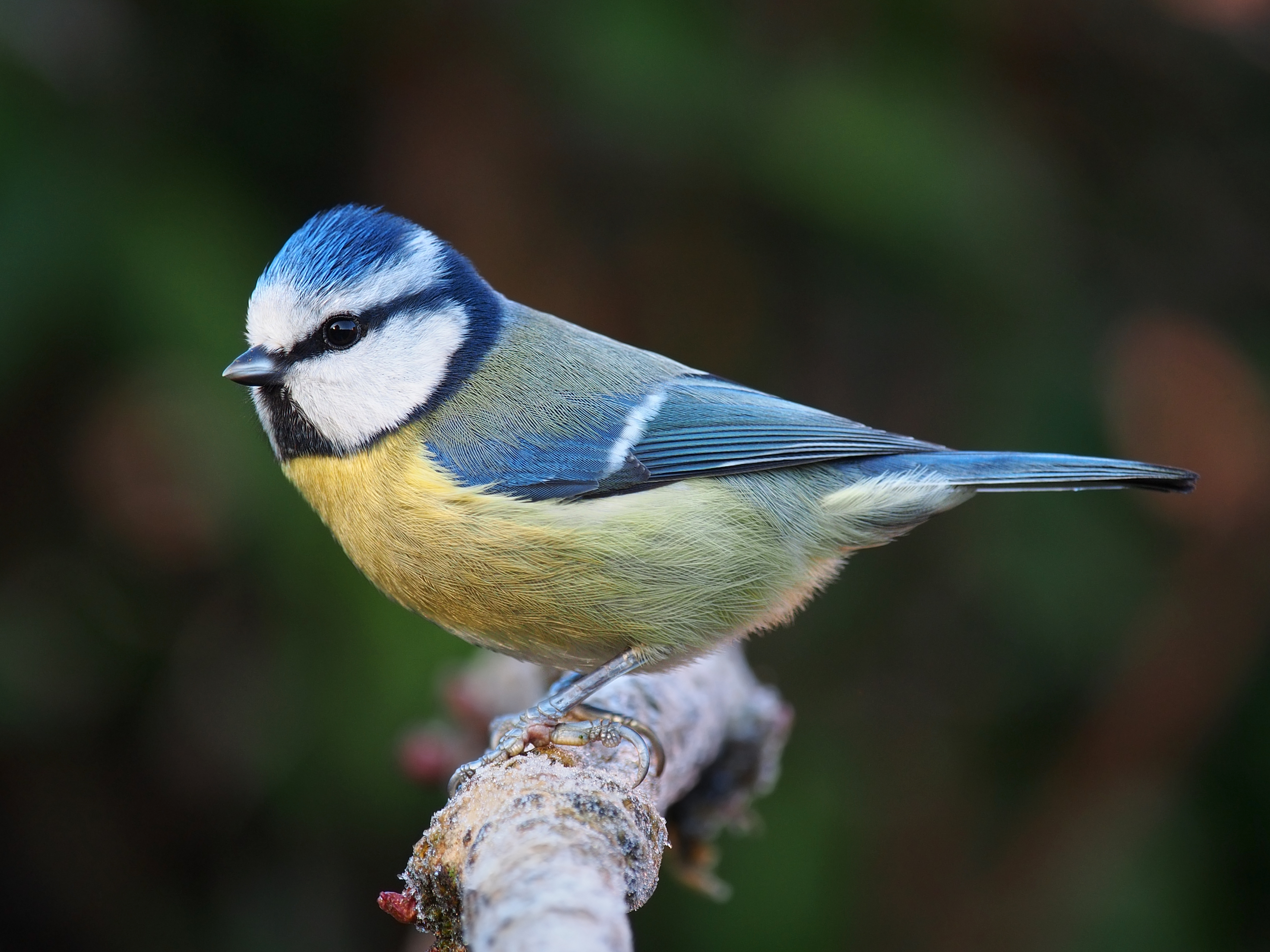
Tất cả cá thể sẻ ngô xanh trưởng thành đều có cùng màu sắc, dấu hiệu nhận dạng không thể nhầm lẫn về loài hình thái

Loài phân loại là một nhóm sinh vật trong đó các cá thể có cùng một đặc tính cố định nhất định (một loại), nên ngay cả những người không được học cũng có thể nhận ra đơn vị phân loại giống như cách các nhà phân loại học hiện đại. Các cụm biến thể hoặc kiểu hình trong mẫu vật (ví dụ đuôi dài ngắn khác nhau) sẽ phân biệt loài. Đây là phương pháp "cổ điển" để xác định loài, như Linnaeus thời kỳ đầu thuyết tiến hóa. Tuy nhiên, kiểu hình khác nhau không quyết định loài khác nhau (ví dụ Drosophila bốn cánh sinh ra từ mẹ hai cánh vẫn cùng loài). Những loài được đặt tên theo cách này gọi là loài hình thái.
Thập niên 1970, Robert R. Sokal, Theodore J. Crovello và Peter Sneath đề xuất một biến tấu về quan điểm loài hình thái là loài phân loại theo ngoại hình, được định nghĩa là tập hợp những sinh vật có kiểu hình tương tự nhau nhưng khác với các nhóm sinh vật khác. Khác với loài hình thái, quan điểm này bao gồm số đo định lượng khoảng cách hoặc độ tương đồng cụm cá thể dựa trên so sánh đa biến số lượng lớn các tính trạng kiểu hình.

### Loài thừa nhận và gắn kết
Loài thừa nhận giao phối là nhóm sinh vật sinh sản hữu tính nhận ra nhau về khả năng kết đôi. Mở rộng khái niệm này để cho phép cách li sau giao phối, loài gắn kết là quần thể bao gồm nhiều nhất những cá thể có tiềm năng gắn kết kiểu hình thông qua cơ chế gắn kết nội tại; dù cho có thể lai được hay không, quần thể vẫn là loài gắn kết riêng biệt nếu số lượng lai không đủ để trộn lẫn hoàn toàn vốn gen tương ứng. Quan điểm thừa nhận được phát triển thêm nữa nhờ những quan điểm ký hiệu học sinh học về loài.

### Loài mã vạch và tương tự di truyền

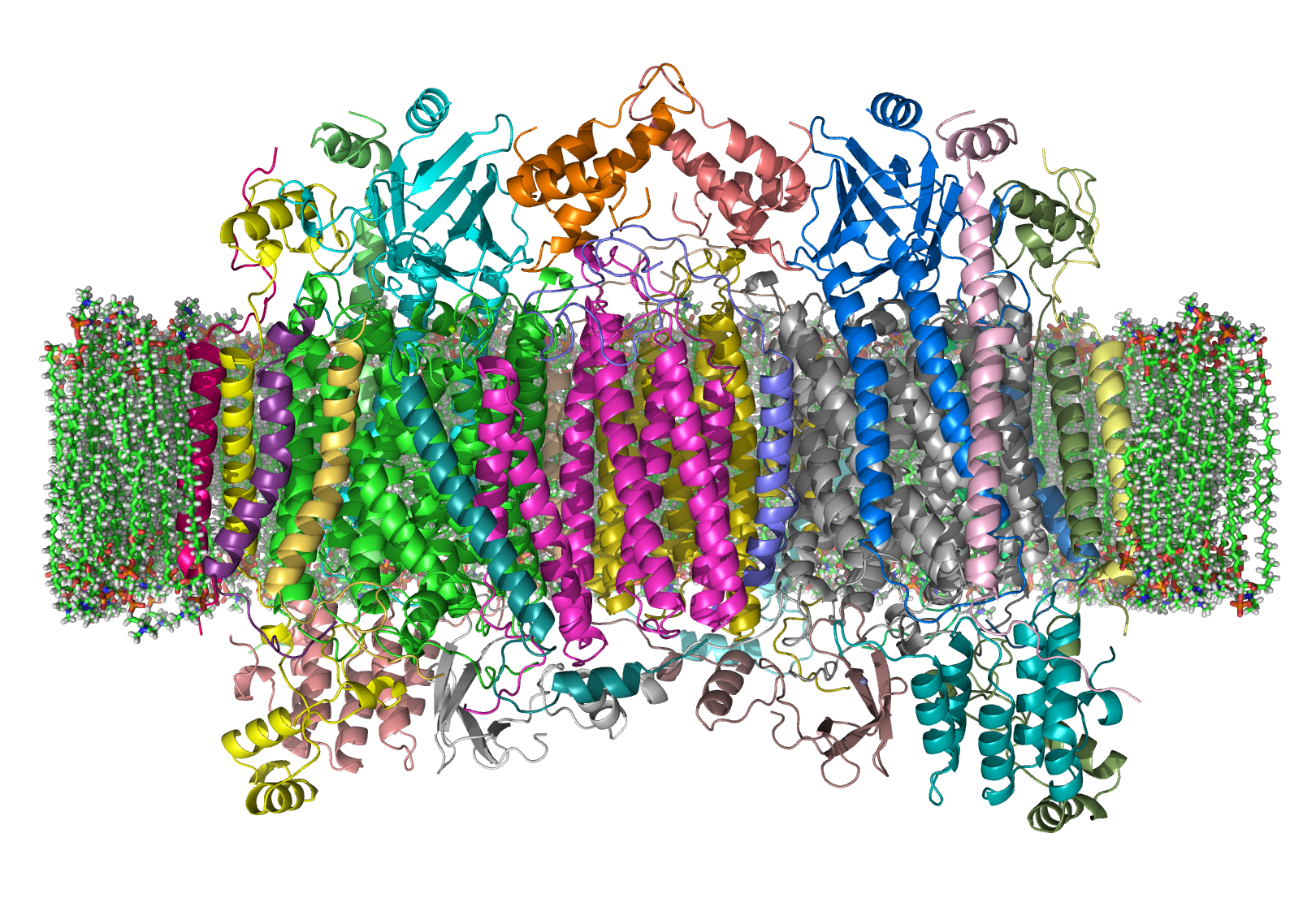
Một vùng mã hóa gen của enzym cytochrome c oxidase được dùng để phân biệt loài trong Hệ thống cơ sở dữ liệu mã vạch sự sống

Trong vi sinh vật học, gen có thể di chuyển tự do ngay cả giữa vi khuẩn có họ hàng xa, khả năng mở rộng ra toàn bộ vực vi khuẩn. Theo nguyên tắc chung, các nhà sinh vật học giả định rằng những loại vi khuẩn hay cổ khuẩn với trình tự gen rRNA 16S giống nhau hơn 97% cần được kiểm tra bằng lai DNA-DNA để quyết định xem chúng có thuộc cùng một loài không. Khái niệm này được làm chặt lại với mức tương tự 98,7% vào năm 2006.
Phương pháp nhận dạng nucleotide trung bình định lượng khoảng cách di truyền giữa toàn bộ bộ gen, dùng các vùng chứa khoảng 10.000 cặp bazơ. Với dữ liệu gen đầy đủ cho một chi, xếp loại các loài có thể dùng thuật toán như Pseudomonas avellanae năm 2013, cho tới tất cả vi khuẩn và cổ khuẩn được giải trình tự từ năm 2020.
Mã vạch DNA được đề xuất là cách phân biệt các loài giúp cho những người không phải chuyên gia cũng có thể sử dụng. Mã vạch là một vùng DNA ty thể trong gen cytochrome c oxidase. Hệ thống Dữ liệu mã vạch sự sống (Barcode of Life Data Systems) chứa các chuỗi mã vạch DNA từ hơn 190.000 loài. Tuy nhiên, các nhà khoa học như Rob DeSalle bày tỏ lo ngại rằng phương pháp mã vạch DNA có sai lệch và cần thiết phải hòa hợp với phân loại cổ điển vì hai phương pháp phân định các loài khác nhau. Sự dung hợp di truyền qua nội cộng sinh và các vectơ khác có thể làm cho mã vạch không hiệu quả trong việc nhận dạng loài.

### Loài chủng loại phát sinh hay miêu tả theo nhánh

Quan điểm loài miêu tả theo nhánh hay chủng loại phát sinh cho rằng loài được phân biệt bằng tập hợp các đặc điểm di truyền hoặc hình thái duy nhất. Quan điểm này không đề cập về cách li sinh sản nên rất hữu ích cho cổ sinh vật học, nghiên cứu chỉ thông qua các bằng chứng hóa thạch.

Loài chủng loại phát sinh hoặc miêu tả theo nhánh học là "tập hợp nhỏ nhất của các quần thể (hữu tính) hoặc dòng giống (vô tính) có thể chẩn đoán được bằng sự kết hợp duy nhất những trạng thái đặc tính trong cá thể tương đương (semaphoronts)". Những trạng thái đặc điểm được quan sát là cơ sở thực nghiệm cung cấp bằng chứng hỗ trợ các giả thuyết về dòng giống tiến hóa khác nhau đã duy trì tính toàn vẹn di truyền qua thời gian và không gian. Những đánh dấu phân tử có thể được dùng để xác định khác biệt di truyền chẩn đoán trong hạt nhân hoặc DNA ty thể của các loài khác nhau. Ví dụ, trong một nghiên cứu thực hiện trên nấm, việc dùng loài miêu tả theo nhánh để nghiên cứu đặc trưng nucleotide sẽ cho kết quả chính xác nhất về các loài nấm khác nhau theo tất cả các quan niệm loài đã được nghiên cứu. Các phiên bản của quan niệm loài phát sinh chủng loại nhấn mạnh tính đơn ngành hoặc khả năng chẩn đoán có thể dẫn đến việc chia tách các loài hiện có (như trong họ Bovidae) khi nhận diện loài phụ trước đây thành loài, dù thực tế cho thấy không có rào chắn sinh sản và quần thể có thể biến đổi hình thái. Một số tác giả coi cách tiếp cận này là lạm phát phân loại (taxonomic inflation) vì làm khái niệm loài mất chặt chẽ và gây bất ổn cho phân loại học. Bên cạnh đó, số khác bảo vệ cách tiếp cận này, cảm thấy đáng tiếc khi bị coi là "lạm phát phân loại" và phản pháo gọi quan điểm đối lập là "bảo thủ phân loại" (taxonomic conservatism). Họ tuyên bố việc tách loài và công nhận các quần thể nhỏ hơn ở cấp độ loài là phù hợp về mặt chính trị, với lý do chúng có thể dễ dàng được đưa vào danh sách Loài nguy cấp trong Sách đỏ IUCN, thu hút được chế tài bảo tồn và vốn tài trợ.
Không giống với khái niệm loài sinh học, loài miêu tả theo nhánh không dựa vào cách ly sinh sản mà có bộ tiêu chí độc lập với những quá trình thiết yếu trong các khái niệm khác. Do đó, khái niệm này còn áp dụng được cho dòng vô tính, nhưng không phải lúc nào cũng cung cấp ranh giới phân loại rõ ràng và trực quan mà có thể phải cần nhiều nguồn bằng chứng bổ trợ (như locus đa hình) để đưa ra kết quả hợp lý.

### Loài tiến hóa
Năm 1951, George Gaylord Simpson đề xuất khái niệm loài tiến hóa là "thực thể gồm các sinh vật duy trì nhận dạng của mình so với những thực thể khác qua thời gian và theo không gian, và có số phận tiến hóa và khuynh hướng lịch sử độc lập riêng". Quan niệm này khác với loài sinh học ở chỗ thể hiện sự bền bỉ của giống loài theo thời gian. Wiley và Mayden tuyên bố khái niệm loài tiến hóa "tương tự" như khái niệm dòng dõi loài của Willi Hennig, và khẳng định rằng khái niệm loài sinh học, "một số phiên bản" của khái niệm loài phát sinh chủng loại cũng như ý kiến xếp loài cùng loại với các đơn vị phân loại cao hơn không thích hợp cho nghiên cứu đa dạng sinh học (nhằm ước tính chính xác số lượng loài). Họ đề xuất thêm rằng khái niệm này phù hợp với cả loài sinh sản vô tính lẫn hữu tính. Kevin de Queiroz đề ra "Khái niệm dòng dõi chung về loài" cũng thuộc khái niệm này.

### Loài sinh thái
Loài sinh thái là tập hợp các sinh vật thích nghi với một tập hợp ổ sinh thái cụ thể trong môi trường. Theo khái niệm này, các quần thể tạo ra những cụm phân loại (theo ngoại hình) rời rạc được nhận công nhận là loài, dưới xu hướng kiểm soát của những quá trình sinh thái và tiến hóa.

### Loài di truyền
Baker và Bradley địng nghĩa loài di truyền là tập hợp các quần thể giao phối được cách ly về mặt di truyền. Khái niệm này giống với khái niệm loài sinh học của Mayr nhưng nhấn mạnh vào yếu tố di truyền hơn là cách ly sinh sản. Trong thế kỷ 21, loài di truyền có thể xác định bằng cách so sánh trình tự DNA, nhưng trước đây đã có các phương pháp khác như so sánh karyotype (bộ nhiễm sắc thể) và allozyme (biến thể enzym).

### Đơn vị giữ tầm tiến hóa
Đơn vị giữ tầm tiến hóa (Evolutionarily significant unit - ESU) hay "loài hoang dã" là quần thể sinh vật được xét là riêng biệt cho mục đích bảo tồn.

### Chronospecies

Chronospecies được định nghĩa bằng dòng đơn (đường liền) trong đó hình thái biến đổi theo thời gian. Tai một số điểm, các nhà cổ sinh vật học xác định rằng biến đổi là đủ lớn để hai loài từng tồn tại (A và B) có sự tách biệt về thời gian và giải phẫu.

Ngành cổ sinh vật học áp dụng khái niệm Chronospecies vì chỉ có hóa thạch làm bằng chứng giải phẫu so sánh (hình thái học). Trong tiến trình tái sinh mô (theo tiến hóa, không nhất thiết liên quan đến rẽ nhánh), các nhà cổ sinh vật học tìm cách xác định một chuỗi các loài, mỗi loài trong đó đều phát sinh từ loài giả định trước đó đã tuyệt chủng thông qua biến đổi liên tục, chậm chạp và ít đồng đều. Theo trình tự thời gian như vậy, các nhà cổ sinh vật học đánh giá mức độ thay đổi cần thiết cho một dạng hình thái khác biệt được coi là một loài mới so với loài tổ tiên.

### Giả loài virus
Virus có những quần thể đông đảo, được đặt câu hỏi về tình trạng sống khi cơ thể chỉ gồm nhiều hơn một chuỗi DNA hoặc RNA nằm trong lớp vỏ protein, cũng như khả năng đột biến nhanh chóng. Tất cả những yếu tố này khiến cho hầu như không thể áp dụng các khái niệm loài thông thường. Giả loài virus là nhóm các kiểu gen có liên hệ với nhau do đột biến tương tự, cùng cạnh tranh trong môi trường gây đột biến cao và bị quá trình cân bằng đột biến - chọn lọc chi phối. Có dự đoán rằng trong khung tiến hóa thích nghi, một giả loài virus tại miền thấp nhưng trung tính và khả năng liên kết cao sẽ vượt trội hơn giả loài ở đỉnh nhưng miền hẹp cùng với các đột biến xung quanh không phù hợp, điều này gọi là "hiệu ứng giả loài". Không có đề xuất nào về giả loài tương thích với khái niệm loài sinh học truyền thống. Ủy ban quốc tế về phân loại virus từ năm 1962 đã phát triển hệ thống phân loại virus phổ quát; giúp cho việc phân loại virus được ổn định.

## Phân loại và đặt tên

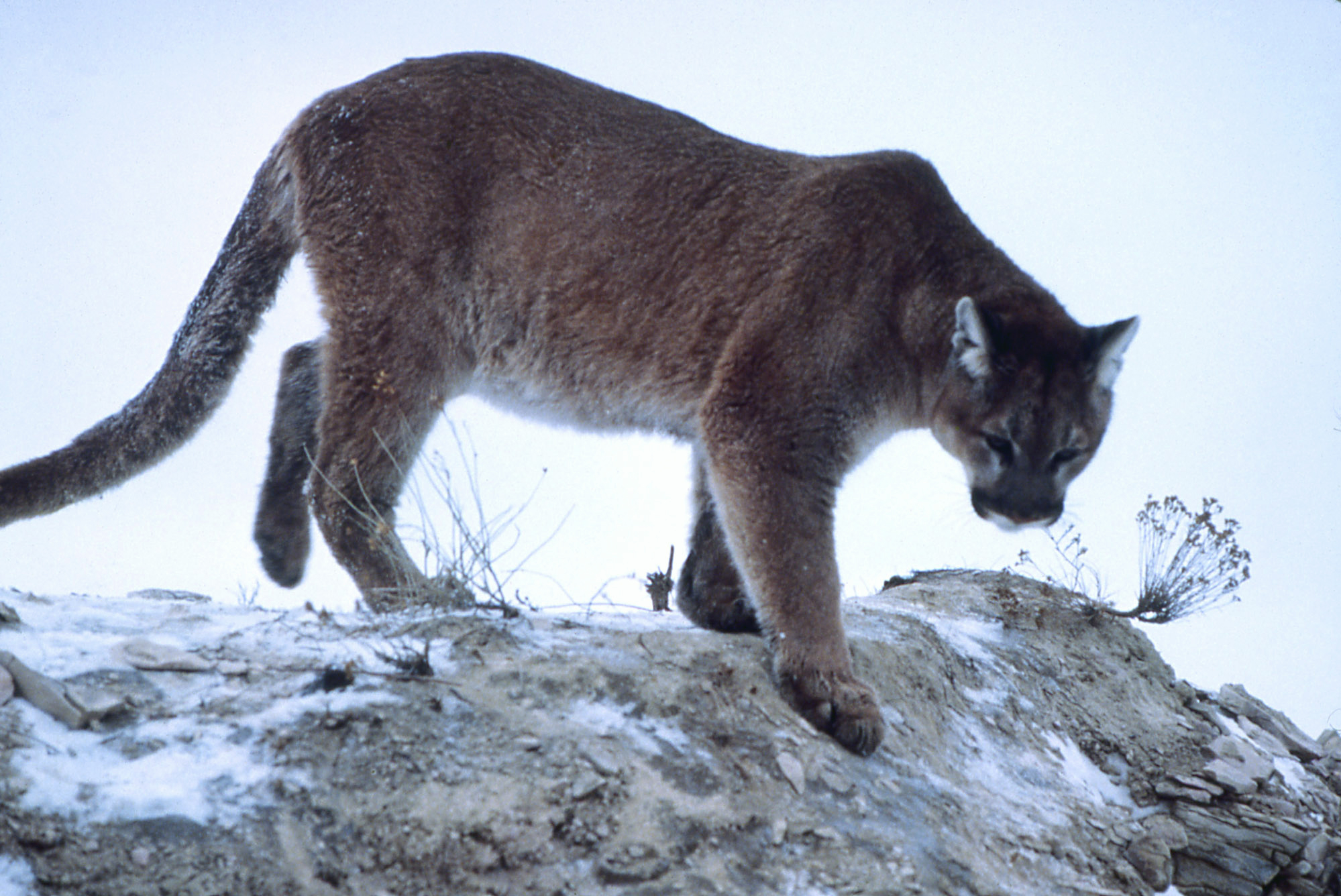
Giữa nhiều các tên gọi thông thường phổ biến như báo sư tử, sư tử núi, báo núi hay báo puma,... tên khoa học của loài này là Puma concolor

### Tên thông thường và danh pháp khoa học
Tên thường dùng cho các loài thường không rõ ràng chính xác: "mèo" có thể là mèo nhà Felis catus hoặc tất cả những loài trong Họ Mèo Felidae. Các tên này cũng thay đổi tùy theo ngôn ngữ hay địa phương: ví dụ trường hợp báo puma, báo sư tử, báo núi,... đều chỉ về loài Puma concolor mà ngay từ "báo" cũng có thể liên tưởng đến báo đốm Panthera onca ở châu Mỹ Latinh hay báo hoa mai (Panthera pardus) tại châu Phi và châu Á. Ngược lại, tên khoa học hay danh pháp khoa học của mỗi loài sẽ là duy nhất và phổ quát khắp nơi, gồm hai phần: tên chi như Puma, và tên cụ thể như concolor.

### Mô tả loài

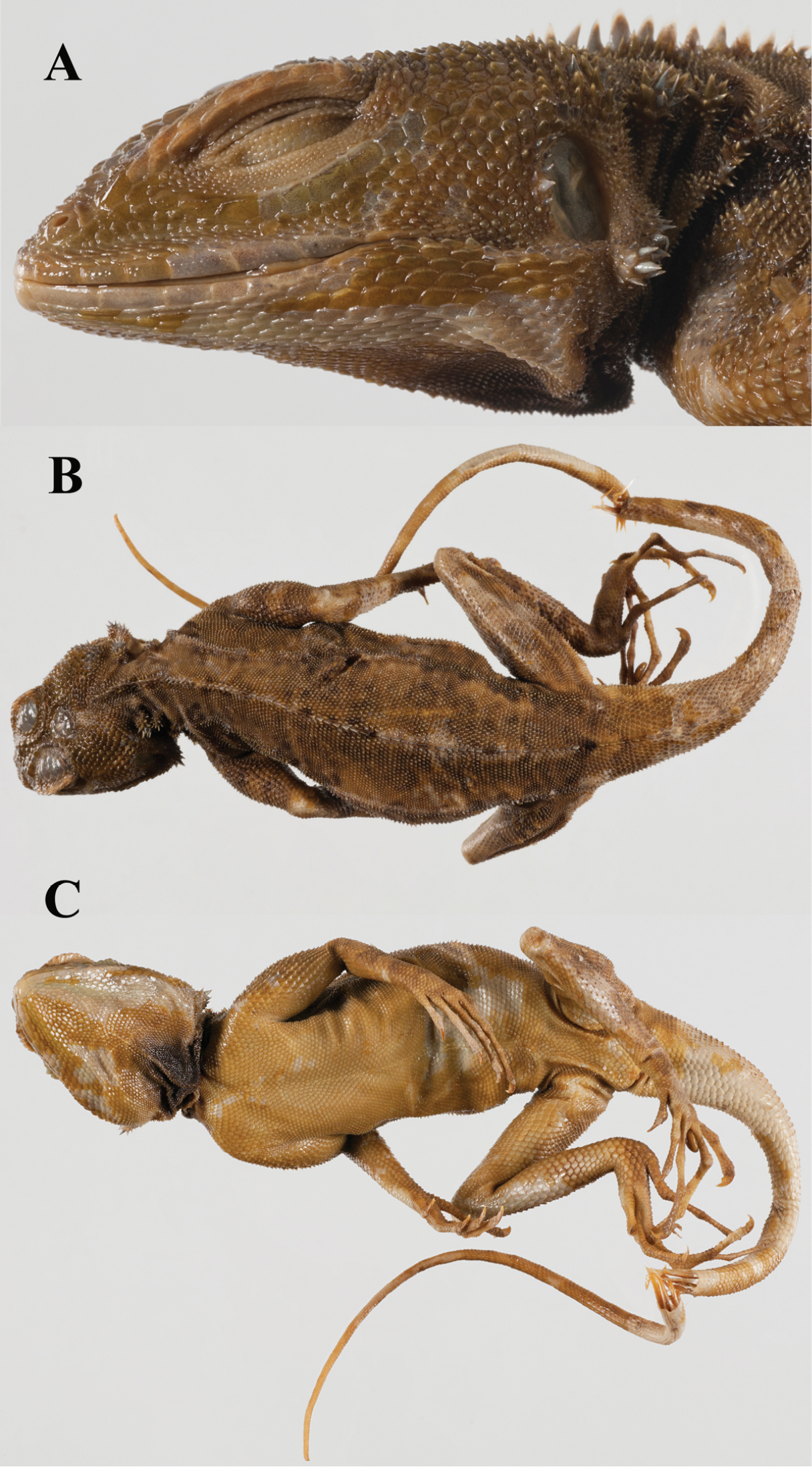
Mẫu chuẩn (Mẫu định danh) của loài Plica plica do Linnaeus mô tả năm 1758

Một loài được đặt tên phân loại khi một mẫu chuẩn được mô tả chính thức, được gán một tên khoa học duy nhất trong một ấn phẩm. Mô tả loài thường cung cấp các phương tiện để xác định loài mới, phân biệt với các loài khác đã được mô tả trước đó và các loài có liên quan hoặc dễ gây nhầm lẫn. Đồng thời cung cấp tên được công bố hợp lệ (trong thực vật học) hoặc tên dùng được (trong động vật học) khi chấp nhận xuất bản. Mẫu chuẩn thường được lưu giữ trong kho lưu trữ lâu dài, thường là bộ sưu tập nghiên cứu của bảo tàng hoặc trường đại học lớn, cho phép xác minh độc lập và là phương tiện để so sánh mẫu vật. Theo Bộ danh pháp Động vật học Quốc tế khuyến nghị những người mô tả loài mới chọn tên "thích hợp, ngắn gọn, thuận tai, dễ nhớ và không gây xúc phạm".

### Tên viết tắt
Sách báo đôi lúc không viết đủ định danh loài mà dùng từ viết tắt như "sp." ở số ít hoặc "spp." (viết tắt của species pluralis tiếng Latinh nghĩa "nhiều loài"), ví dụ như "Canis sp.". Việc này áp dụng khi một số cá thể chắc chắn thuộc một chi cụ thể nhưng không chắc thuộc loài nào, như thường thấy trong cổ sinh vật học.
Tác giả cũng có thể dùng "spp." làm cách diễn đạt ngắn gọn về vấn đề áp dụng cho nhiều loài nhưng không phải tất cả trong cùng một chi. Còn nếu muốn bày tỏ rằng áp dụng cho tất cả loài trong một chi thì chỉ dùng tên chi mà không có tên loài. Tên chi và loài thường được in nghiêng nhưng chữ viết tắt như "sp." không nên in nghiêng.
Khi định danh một loài không rõ, có thể dùng "cf." (confer) trước tên loài để chỉ rằng cần thêm thông tin xác nhận. Các chữ viết tắt "nr." (near) hoặc "aff." (affine) có thể được dùng khi định danh chưa rõ nhưng giống với loài được đề cập sau.

### Mã nhận dạng
Với sự gia tăng của cơ sở dữ liệu trực tuyến, mã nhận dạng các loài đã được khởi tạo và xác định, bao gồm:
- Trung tâm Thông tin Công nghệ sinh học Quốc gia (Hoa Kỳ) (National Center for Biotechnology Information - NCBI) sử dụng số nhận dạng 'taxid' (Taxonomy identifier) được coi là "định danh duy nhất (và) ổn định", ví dụ: taxid của Homo sapiens là 9606.[65]
- Bách khoa toàn thư Kyoto về gen và bộ gen (Kyoto Encyclopedia of Genes and Genome - KEGG) sử dụng mã ba hoặc bốn chữ cái cho một số loài hạn chế nhất định; ví dụ H. sapiens có mã đơn giản là hsa.[66]
- UniProt sử dụng "hệ thống dễ nhớ" không quá năm ký tự chữ và số, ví dụ: HUMAN cho H. sapiens.[67]
- Hệ thống Thông tin Phân loại Tích hợp (Integrated Taxonomic Information System - ITIS) cung cấp một số duy nhất cho mỗi loài. Homo sapiens có mã số TSN 180092.[68]

### Gộp và tách
Việc đặt tên cho một loài cụ thể, hay cả chi (và đơn vị phân loại cao hơn) chứa loài đó, là giả thuyết về mối quan hệ tiến hóa và khả năng phân biệt các loài trong nhóm sinh vật đó. Khi có thêm thông tin sẽ có thể chứng minh hoặc bác bỏ giả thuyết. Đôi lúc đặc biệt là trước kia khi còn khó khăn trong trao đổi thông tin, các nhà phân loại học làm việc riêng rẽ nên có thể đặt hai tên khác nhau mà sau này lại xác định đó lại cùng một loài. Khi đó, tên loài đặt trước thường được ưu tiên để giữ lại, còn các tên đặt sau coi là Danh pháp đồng nghĩa. Ngược lại cũng có khi một đơn vị phân loại phải tách thành các đơn vị khác. Việc gộp hay tách tùy thuộc vào cách tiếp cận cá nhân chỉ ra khác biệt hoặc điểm chung giữa các sinh vật.

### Sensu strictovàsensu lato
Bộ mã danh pháp như Bộ danh pháp Động vật học Quốc tế (International Code of Zoological Nomenclature - ICZN) và Bộ danh pháp Quốc tế về tảo, nấm và thực vật (International Code of Nomenclature for algae, fungi, and plants - ICN) chỉ hướng dẫn về việc đặt tên mà không đưa ra quy tắc để xác định ranh giới loài. Ranh giới loài có thể thay đổi dựa trên các nghiên cứu, nghĩa là định nghĩa loài cũng có thể thay đổi dựa trên bằng chứng mới. Định nghĩa ranh giới dùng để phân biệt các loài, tên loài có thể mang nghĩa sensu stricto (s.s. - "theo nghĩa hẹp") theo cách chính xác do tác giả đưa ra, còn sensu lato (s.l. - "theo nghĩa rộng") biểu thị cách dùng rộng hơn, như bao gồm cả các loài phụ khác. Các chữ viết tắt khác như "auct." (auctōrum - tác giả) hay hạn định như "non" (không) có thể được dùng làm rõ thêm nghĩa chủ đích tác giả muốn diễn tả.

## Khái niệm loài sinh học của Mayr

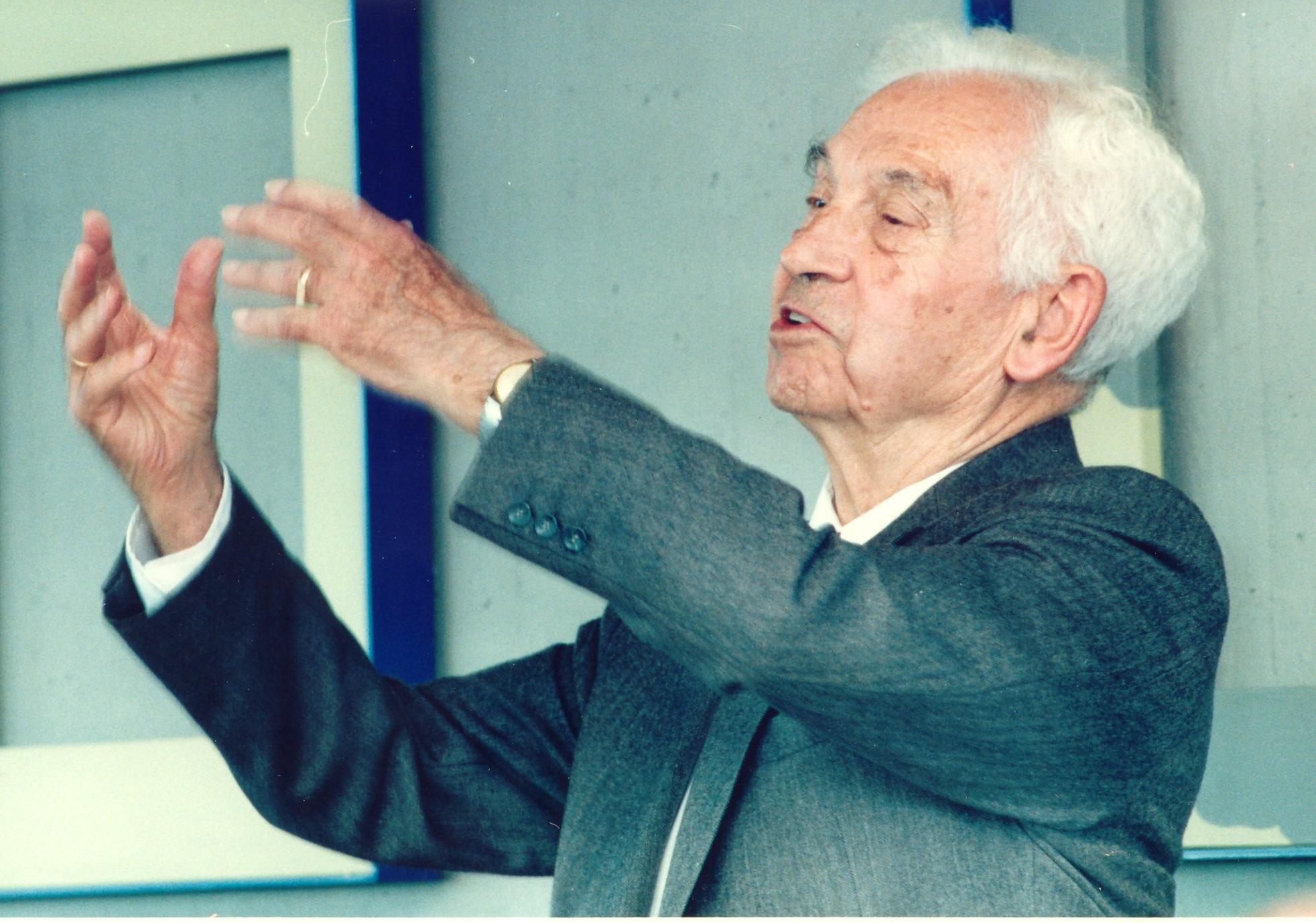
Ernst Mayr đề xuất Khái niệm loài sinh học được dùng rộng rãi về cách ly sinh sản năm 1942

Hầu hết sách giáo khoa hiện đại sử dụng Khái niệm loài sinh vật của Mayr năm 1942 để phát triển định nghĩa loài. Khái niệm này còn được gọi là khái niệm về sinh sản hay cách ly. Theo đó, loài được định nghĩa là "nhóm quần thể tự nhiên thực sự hoặc có khả năng giao phối với nhau, được cách ly sinh sản với các nhóm khác".
Lập luận cho rằng định nghĩa này là hệ quả tất nhiên từ tác động của sinh sản hữu tính lên động lực chọn lọc tự nhiên. Việc Mayr dùng từ "có khả năng" (potentially) là điểm tranh cãi; một số diễn giải đã loại trừ giao phối bất thường hoặc do con người can thiệp, hay với những động vật có khả năng giao phối nhưng thường không xảy ra trong tự nhiên.

## Vấn đề loài
Rất khó có một định nghĩa loài chung cho tất cả các sinh vật. Tranh luận về khái niệm loài gọi là vấn đề loài (species problem). Vấn đề này đã tồn tại từ khi Darwin viết Nguồn gốc các loài:
Không một định nghĩa nào có thể thỏa mãn tất cả các nhà tự nhiên học; vì vậy mỗi một nhà tự nhiên học đều hiểu một cách mơ hồ ý nghĩa của cái mà họ nói về loài. Nói chung thuật ngữ này bao gồm cả yếu tố chưa được biết đến của một hoạt động sáng tạo đặc biệt.

### Hạn chế của quan niệm Mayr

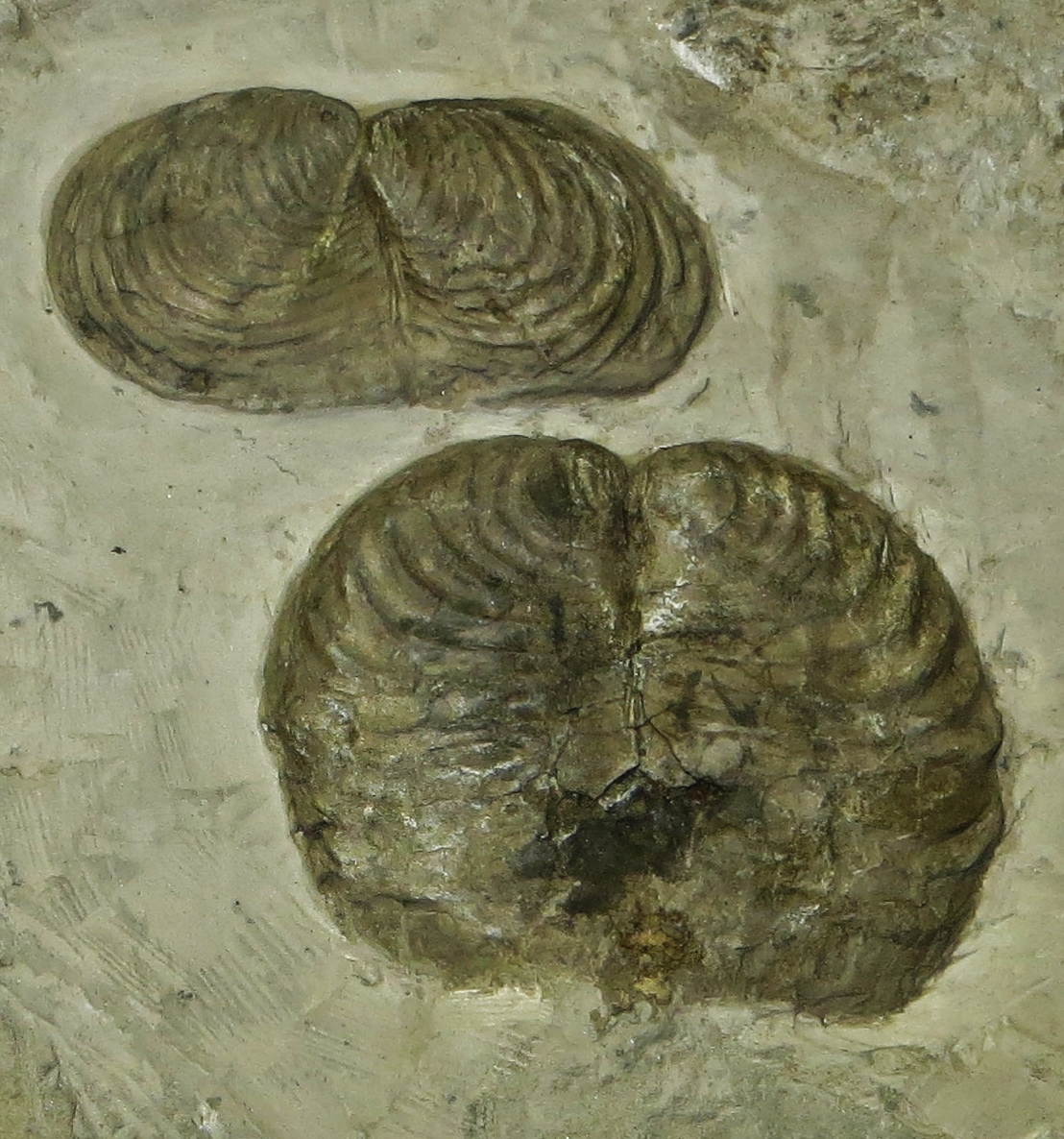
Cổ sinh vật học bị giới hạn với các bằng chứng hình thái học khi quyết định xem liệu những mảnh hóa thạch như của Inoceramus này có phải là một loài riêng biệt hay không

Định nghĩa đơn giản của Mayr khá phù hợp với sinh vật đa bào nhưng không áp dụng được trong một số trường hợp như:
- Các sinh vật sinh sản vô tính như sinh vật đơn bào (vi khuẩn và các sinh vật nhân sơ khác),[81] các sinh vật trinh sản hoặc tiếp hợp vô tính. Khi ấy thường dùng đến Mã vạch DNA và phát sinh loài.[82][83][84] Thuật ngữ giả loài (quasispecies) đôi khi được dùng cho các thực thể đột biến nhanh như virus.[85][86]
- Khi không biết liệu hai nhóm sinh vật giống nhau về hình thái có thể giao phối với nhau hay không. Đây là trường hợp của tất cả các dạng sống đã tuyệt chủng trong cổ sinh vật học vì không thể thực hiện được các thí nghiệm nhân giống.[87]
- Khi lai giống cho phép gen giá trị chuyển giữa các loài.[88]
- Ở loài vành đai, khi các cá thể trong những quần thể liền kề trên một dải phạm vi phân bố liên tục rộng sẽ giao phối thành công nhưng các cá thể trong những quần thể xa hơn thì không thể.[89]

Việc xác định loài trở nên khó khăn khi không thể dung hòa nghiên cứu phân tử và hình thái học; từ đó có thể phân thành hai loại: (i) một hình thái, nhiều dòng (hội tụ hình thái, phức hợp loài,...) với (ii) một dòng, nhiều hình thái (ví dụ: tính mềm dẻo phenotype, nhiều giai đoạn vòng đời... ). Thêm nữa, chuyển gen ngang (horizontal gene transfer - HGT) gây khó khăn cho việc xác định loài. Tất cả các định nghĩa về loài đều giả định sinh vật thừa hưởng gen từ một hoặc cả hai bố mẹ, nhưng điều này không xảy ra với HGT. Có bằng chứng rõ ràng về HGT giữa các nhóm sinh vật nhân sơ rất khác nhau và cũng đôi khi giữa các nhóm sinh vật nhân thực khác nhau, như một số giáp xác và da gai.
Nhà sinh học tiến hóa James Mallet kết luận rằng:
không có cách nào dễ dàng cho biết những hình dạng gần gũi về địa lý hoặc thời gian thuộc về cùng một loài hay các loài khác biệt. Khoảng trống loài chỉ có thể xác minh tại một thời điểm và địa điểm nhất định. Một điều buộc phải thừa nhận cái nhìn sâu sắc chính xác của Darwin: bất kỳ thực trạng tại chỗ hay tính toàn vẹn loài cũng bị giảm đi đáng kể trên một bình diện địa lý lớn và khoảng thời gian dài.

Wilkins dẫn lại lập luận của các nhà sinh học như Brent Mishler về tính hợp lệ của khái niệm loài: "nếu chúng ta đang thực sự tiến hóa và tiếp cận phân loại bằng phương pháp chủng loại phát sinh, chúng ta nên thay thế khái niệm này bằng ý tưởng nhánh nhỏ nhất" (khái niệm loài chủng loại phát sinh). Wilkins đồng tình với cách tiếp cận này đồng thời lưu ý những khó khăn mà nó sẽ gây ra cho phân loại học. Ông trích dẫn nhận xét đầu thế kỷ 20 của nhà ngư học Charles Tate Regan rằng "loài là bất cứ thứ gì mà một nhà sinh vật học có trình độ thích hợp lựa chọn gọi là loài". Wilkins dẫn tiếp Nhà triết học Philip Kitcher gọi điều này là "khái niệm loài hoài nghi", nhưng cho rằng vấn đề này không phải hoài nghi mà giúp ích nhiều cho thực nghiệm phân loại bất cứ nhóm sinh vật nào dựa trên kinh nghiệm các nhà phân loại học.

### Phức hợp vi loài
Khái niệm loài càng lộ rõ vấn đề trước sự tồn tại của nhiều loài phụ (vi loài), như những nhóm như nhiều loài thực vật ít có biến đổi di truyền thường tạo thành phức hợp loài. Ví dụ, địa đinh Taraxacum officinale và mâm xôi Rubus fruticosus là tập hợp nhiều loài phụ, có đến 400 vi loài mâm xôi fruticosus và hơn 200 vi loài địa đinh, đa dạng phức tạp do lai hóa, tiếp hợp vô tính và đa bội hóa gây khó khăn khi xác định dòng gen giữa các quần thể và tranh cãi khi phân loại. Phức hợp loài xảy ra ở côn trùng như bướm Heliconius, động vật có xương sống như ếch cây Boana và nấm như Amanita muscaria.

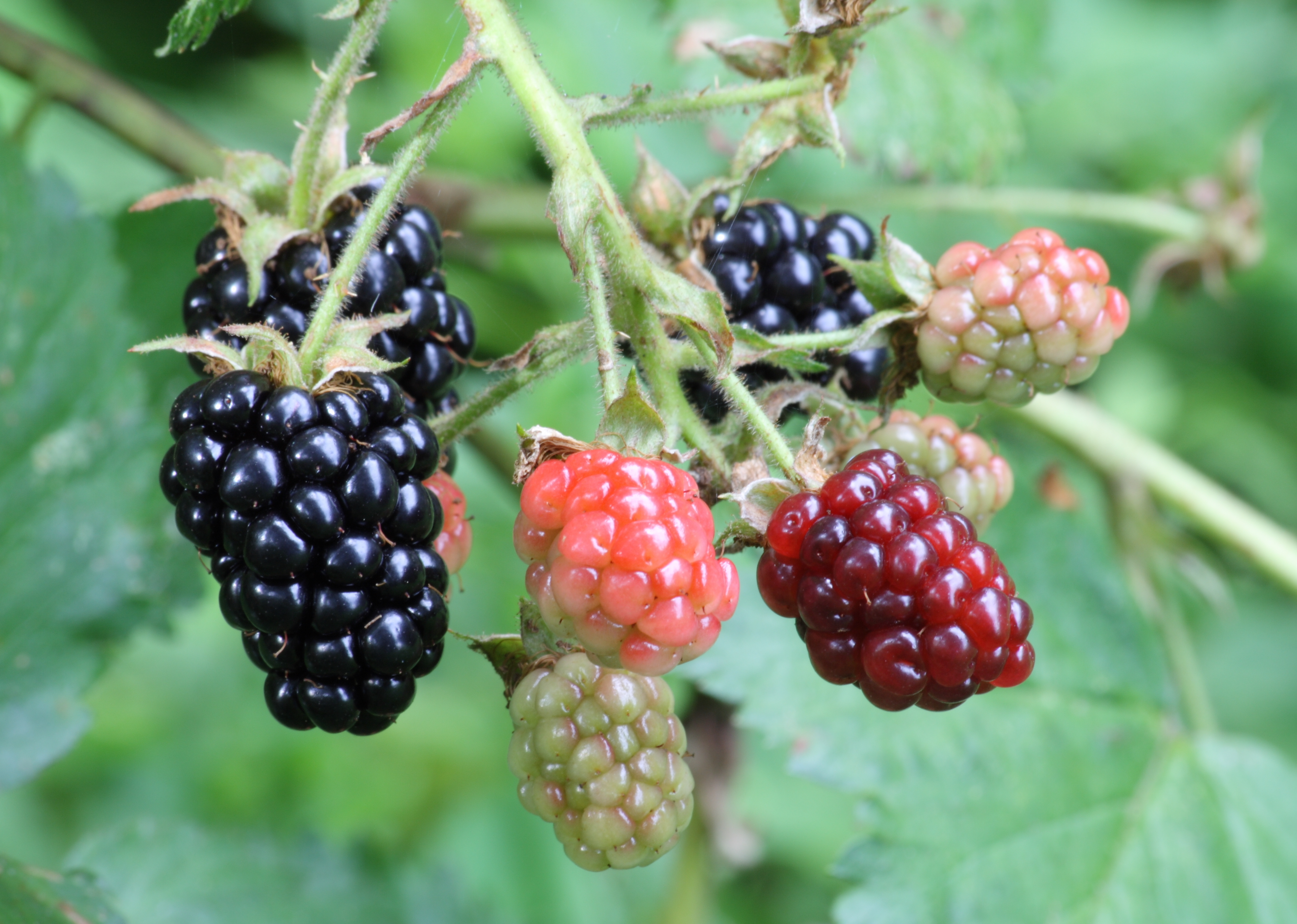
Cây mâm xôi là bất cứ hàng trăm loài phụ nào của Rubus fruticosus
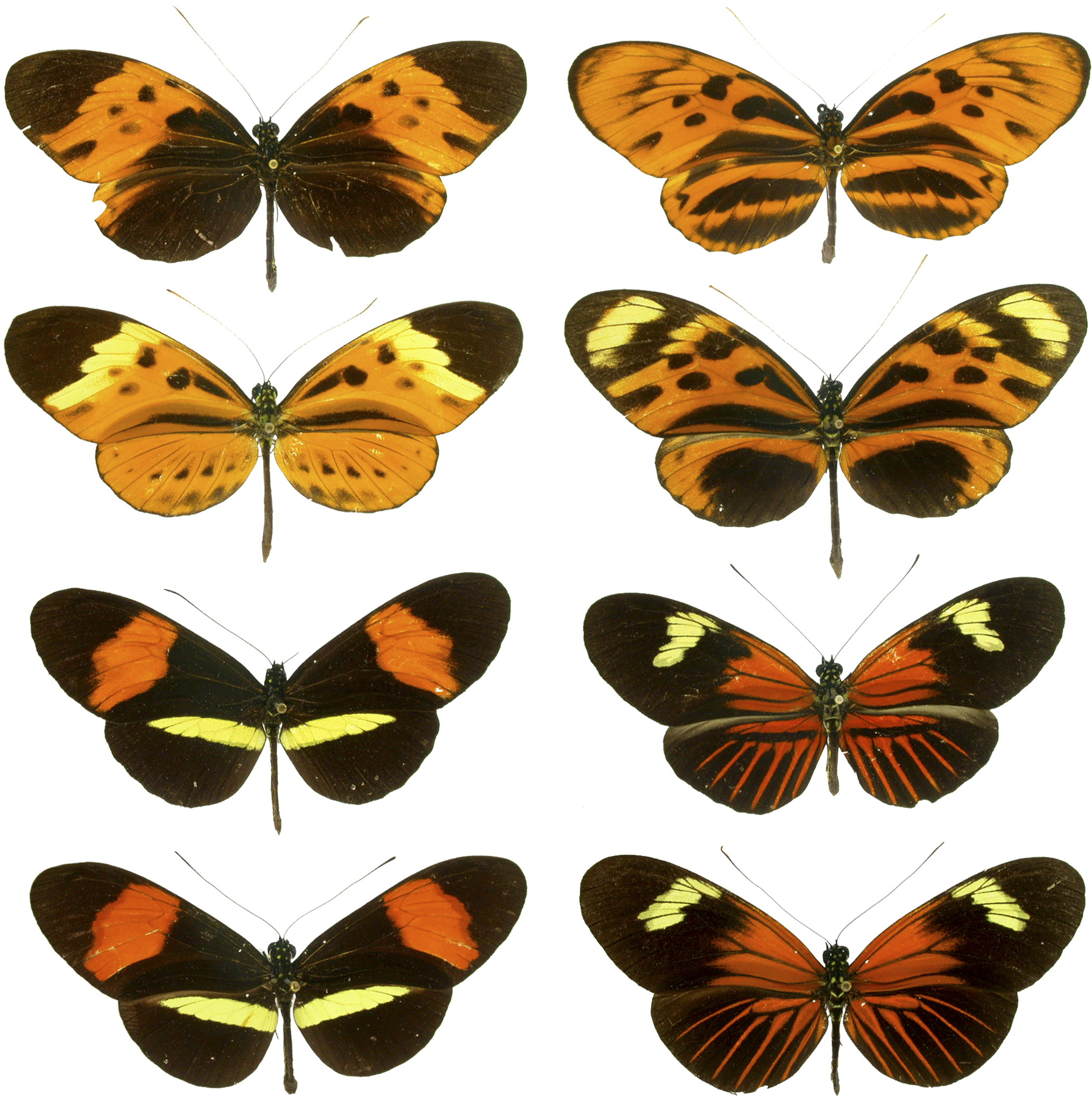
Chi bướm Heliconius có nhiều loài giống nhau
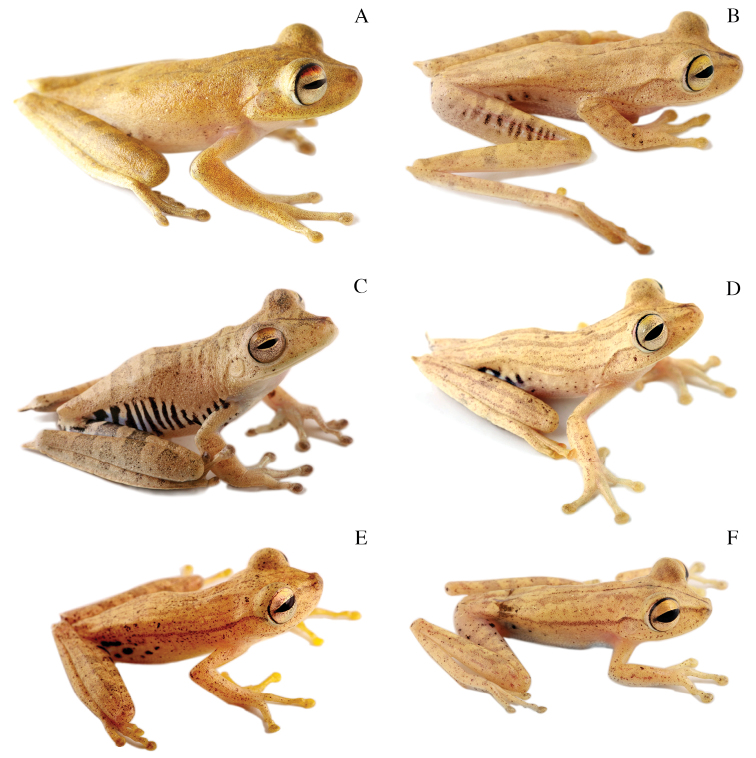
Phức hợp loài Hypsiboas calcaratus - fasatus có ít nhất sáu loài ếch cây

### Lai hóa
Lai tạo tự nhiên đặt ra thách thức với khái niệm về loài cách ly sinh sản, vì các con lai có khả năng sinh sản cho phép dòng gen trao đổi giữa hai quần thể. Ví dụ, quạ mỏ nhỏ Corvus corone và quạ Corvus cornix được phân loại là các loài riêng biệt, nhưng chúng lai tạp tự do ở những vùng phân bố trùng lên nhau.

Lai tạo tự nhiên cho phép dòng gen hòa trộn giữa hai 'loài' quạ
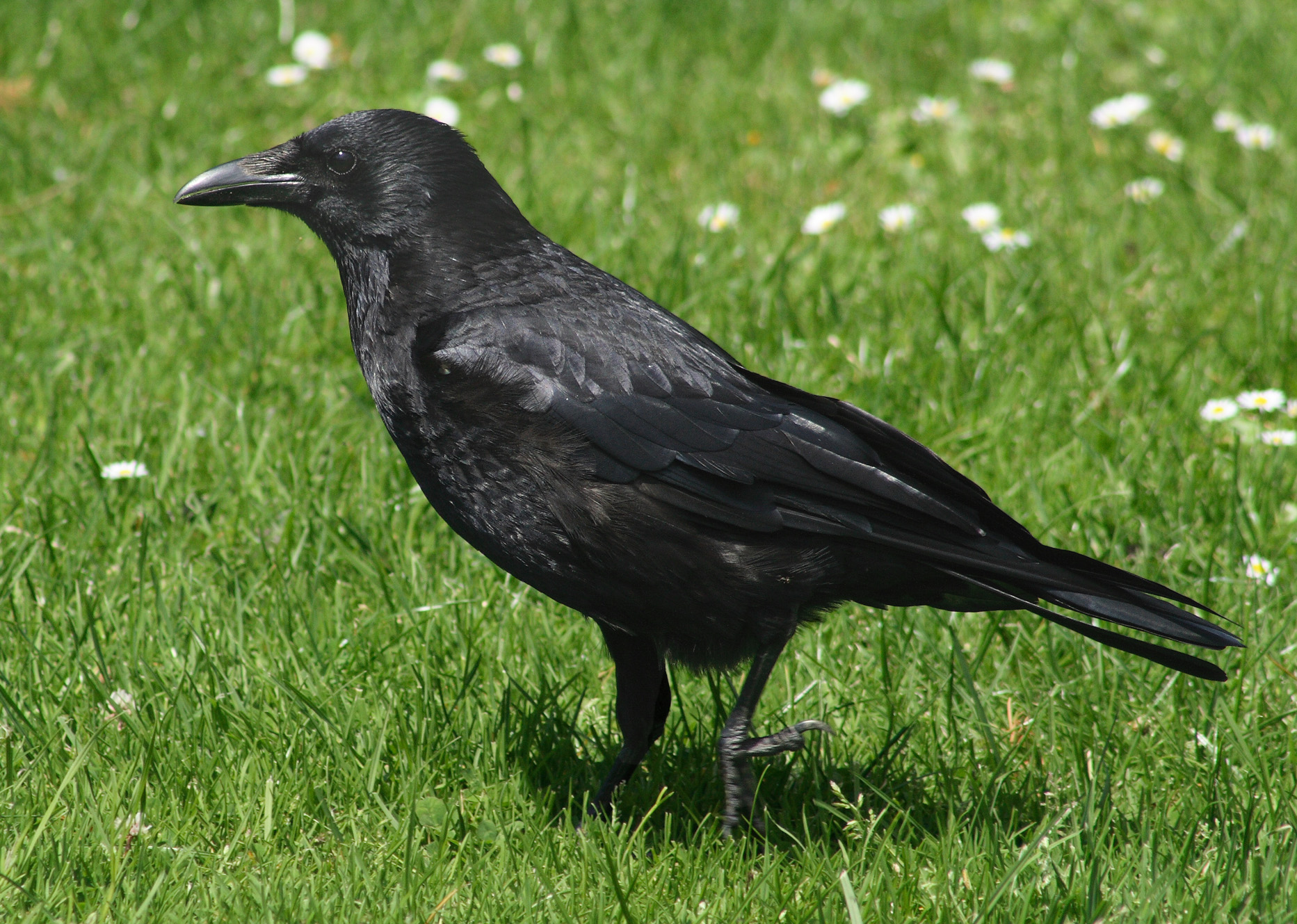
Corvus corone
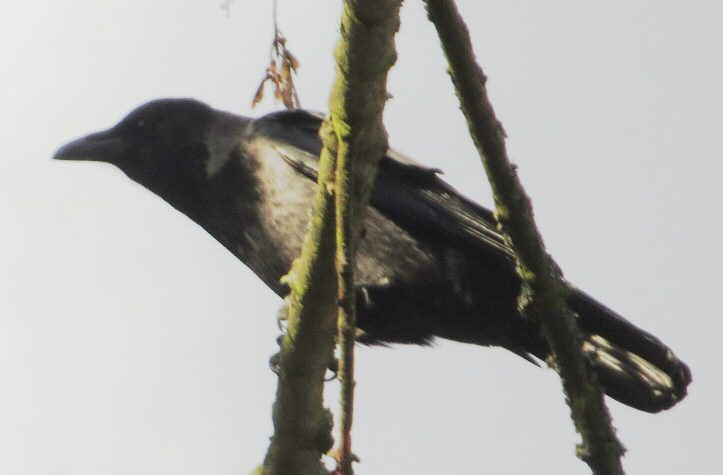
Con lai bụng sẫm, gáy xám đen
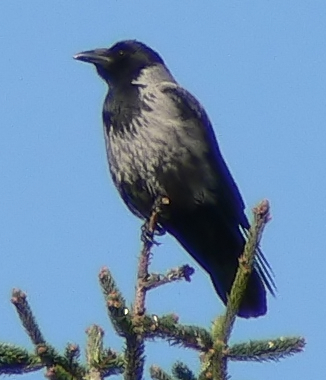
Con lai bụng sẫm
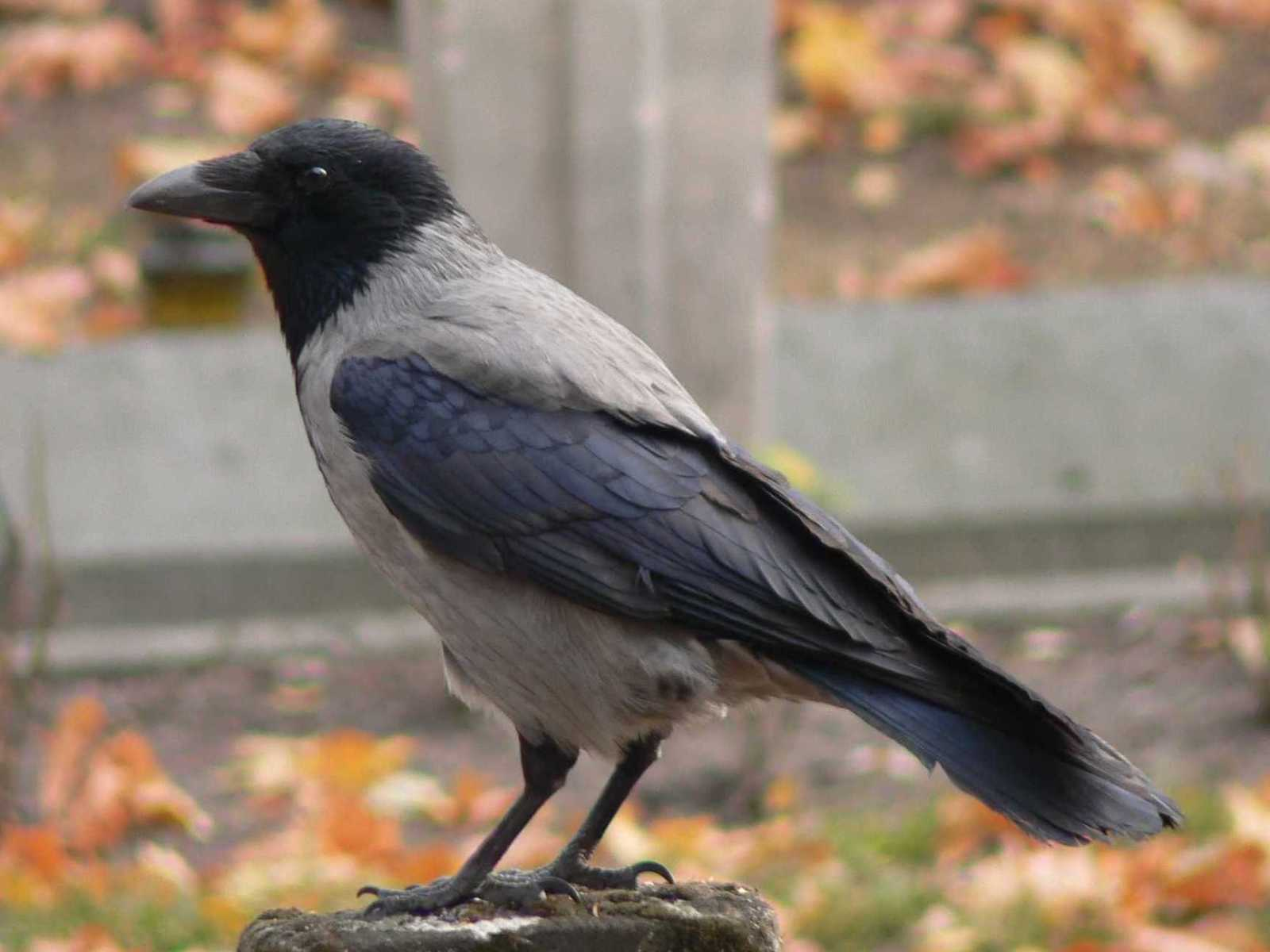
Corvus cornix

### Loài vành đai
Loài vành đai là một chuỗi liên kết của các quần thể loài có mối quan hệ láng giềng, mỗi quần thể trong số đó có thể giao phối hữu tính với các quần thể có quan hệ gần nhau, nhưng tồn tại ít nhất hai quần thể đóng vai trò kết thúc trong chuỗi có huyết thống quá xa để dẫn đến việc lai tạo, mặc dù có một dòng gen tiềm ẩn giữa mỗi quần thể "liên kết". Những quần thể "kết thúc", không giao phối dù được kết nối về mặt di truyền như vậy có thể có cùng khu vực phân bố nên đóng vành đai. Do đó, các loài vành đai là vật cản cho bất kỳ khái niệm loài nào dựa vào sự cách ly sinh sản. Tuy nhiên, loài vành đai rất hiếm, các ví dụ thường gặp như quần thể mòng biển cá trích - mòng biển nhỏ lưng đen xung quanh cực Bắc, nhóm Ensatina gồm 19 quần thể kỳ nhông ở Mỹ và chích xanh lục châu Á. Nhưng nhiều loài được gọi là loài vành đai hóa ra là do phân loại sai dẫn đến câu hỏi liệu thực sự có bất kỳ loài vành đai nào hay không.

Bảy "loài" mòng biển Larus giao phối trong một vành đai quanh Bắc Cực.
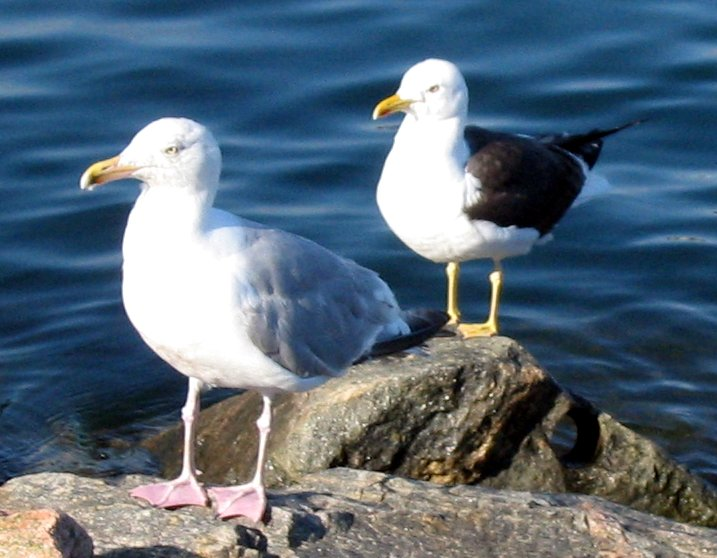
Đầu đối diện vành đai: Larus argentatus (phía trước) và Larus fuscus (phía sau) ở Na Uy
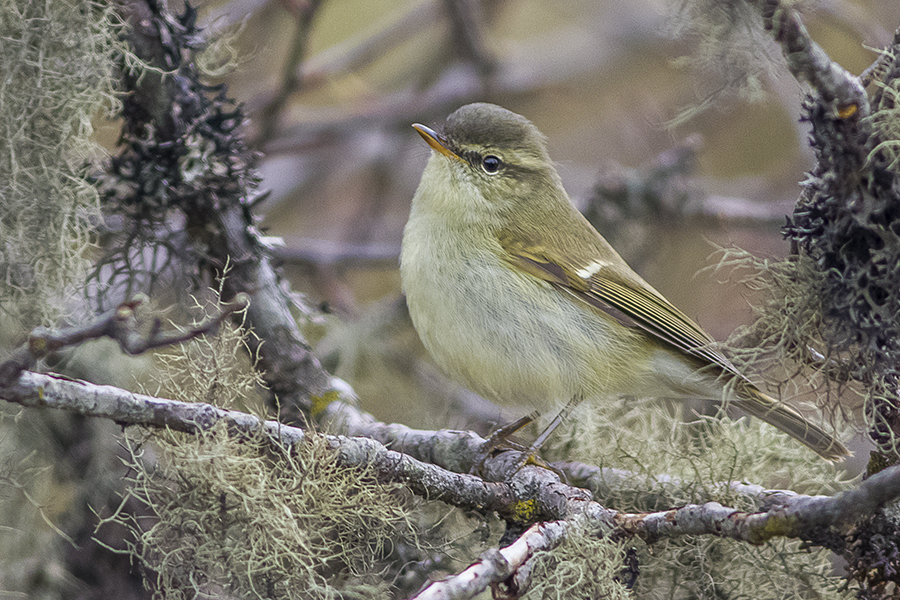
Chích xanh lục Phylloscopus trochiloides
Tiến hóa giả định cho năm "loài" chích xanh lục quanh dãy Himalaya

## Biến đổi
Các loài có thể biến đổi, như tiến hóa thành loài mới, trao đổi gen với loài khác, hợp nhất với loài khác hoặc tuyệt chủng.

### Phát sinh loài
Quá trình quần thể sinh vật tiến hóa thành các loài khác biệt hoặc trở nên cách ly sinh sản được gọi là hình thành loài. Charles Darwin là người đầu tiên mô tả vai trò của chọn lọc tự nhiên đối với sự hình thành loài trong tác phẩm Nguồn gốc các loài năm 1859. Hình thành loài phụ thuộc vào chừng mức cách li sinh sản, dòng gen suy giảm. Việc này dễ xảy ra đối với hình thành loài khác vùng, nơi các quần thể bị tách biệt về mặt địa lý và có thể phân hóa dần dần khi tích lũy các đột biến. Lai hóa tác động đến cách ly sinh sản, nhưng có thể chống lại điều này một khi cặp quần thể có alen không tương thích của cùng một gen, như được miêu tả trong mô hình Bateson – Dobzhansky – Muller. Một cơ chế khác là hình thành phát sinh chủng loài liên quan đến một dòng giống thay đổi dần theo thời gian trở thành dạng mới khác biệt, mà không làm tăng số lượng loài phát sinh.

### Trao đổi gen giữa các loài

Chuyển gen ngang giữa những loài đã tách biệt rõ ràng làm phức tạp hóa sự phát sinh chủng loại của vi khuẩn

Sự truyền gen theo hàng ngang giữa những sinh vật khác loài, thông qua lai hóa, chuyển đổi kháng nguyên, hoặc tái sắp xếp, đôi khi là nguồn biến dị di truyền quan trọng. Virus có thể chuyển gen giữa các loài. Vi khuẩn có thể trao đổi plasmid với vi khuẩn loài khác, kể cả một số loài có quan hệ họ hàng xa trong các vực phát sinh loài khác nhau, gây khó khi phân tích mối quan hệ giữa chúng và làm khái niệm loài vi khuẩn không còn vững chắc.
Louis-Marie Bobay và Howard Ochman gợi ý có thể nhóm các loại vi khuẩn thành "các cộng đồng thường xuyên hoán đổi gen" dựa trên phân tích nhiều bộ gen. Như vậy, vi khuẩn cũng có thể nhóm thành loài giống như khái niệm loài sinh học của Mayr, chỉ là bao gồm các quần thể sinh sản vô tính trao đổi gen bằng cách tái tổ hợp tương đồng.

### Tuyệt chủng
Một loài gọi là tuyệt chủng khi cá thể cuối cùng của loài đó chết, nhưng loài đó cũng có thể đã tuyệt chủng về chức năng từ trước đó. Ước tính hơn 99% tất cả các loài từng sống trên Trái Đất (khoảng 5 tỷ loài) hiện đã tuyệt chủng. Có nhiều loài tuyệt chủng hàng loạt như ở cuối kỷ Ordovic, Devon, Permi, Tam Điệp và Phấn Trắng. Tuyệt chủng hàng loạt do nhiều nguyên nhân khác nhau như núi lửa hoạt động, biến đổi khí hậu, thay đổi hóa học trong khí quyển và đại dương, từ đó ảnh hưởng lớn đến sinh thái, khí quyển, bề mặt đất và nước trên Trái Đất. Một hình thức tuyệt chủng khác là hiện tượng đồng hóa loài thông qua lai tạo với loài khác, kết quả phát sinh gọi là loài chuyển dịch (compilospecies).

## Ý nghĩa thực tiễn
Các nhà sinh vật học và nhà bảo tồn cần phân loại và nhận diện sinh vật trong lĩnh vực chuyên môn tương ứng. Khó khăn khi xếp các cá thể vào một loài theo cách chuẩn xác tạo ra nguy cơ không hợp lệ cho kết quả nghiên cứu, ví dụ như phép đo mức độ phong phú của một loài trong nghiên cứu hệ sinh thái. Các khảo sát dùng khái niệm loài phát sinh chủng loại cho kết quả số loài nhiều hơn 48%, cũng như quần thể và phạm vi nhỏ hơn khi áp dụng khái niệm khác. Điều này được gọi là "lạm phát phân loại", có thể tạo ra thay đổi hình thức sai lệch về số lượng các loài có nguy cơ tuyệt chủng, từ đó dẫn đến khó khăn về vấn đề chính trị và thực tiễn. Một số nhà quan sát cho rằng tồn tại mâu thuẫn cố hữu giữa mong muốn thấu hiểu các quá trình hình thành loài với nhu cầu nhận diện và xếp loại.
Luật bảo tồn tại nhiều quốc gia có những điều khoản đặc biệt nhằm ngăn ngừa các loài sinh vật bị tuyệt chủng. Với các loài lai, ví dụ lai giữa một loài được bảo vệ với một loài không được bảo vệ, đôi khi kéo theo xung đột cho các nhà lập pháp, chủ đất và nhà bảo tồn. Trường hợp kinh điển ở Bắc Mỹ có thể kể đến tranh cãi pháp lý đối với cú đốm phương bắc được bảo vệ lai với cú đốm California và cú lông sọc không được bảo vệ. Các lập luận cho rằng vấn đề loài thực ra tồn tại là do dùng nhiều khái niệm loài khác nhau, giải pháp là loại bỏ khái niệm loài và tất cả thứ bậc phân loại khác, thay vào đó sử dụng nhóm đơn ngành không có thứ bậc. Lập luận tiếp theo là vì các loài không so sánh được với nhau, nên việc đếm số loài không nói lên đa dạng sinh học; từ đó đề xuất các cách thức về đa dạng sinh học phát sinh loài để thay thế.

## Lịch sử

### Cổ điển
Trong Sinh vật học, Aristoteles dùng thuật ngữ γένος (génos) để gọi phân loại giống như lớp (ví dụ Chim hay Cá, và εἶδος (eidos) cho dạng nằm trong γένος như sếu, đại bàng, quạ hay sẻ. Các thuật ngữ này được dịch tương ứng sang chữ Latinh là genus và species nhưng không mang ý nghĩa phân loại Linnaeus đang dùng, ngày nay chim là một lớp, sếu là một họ còn quạ là một chi. Các γένος phân loại riêng rẽ nhờ vào thuộc tính; như chim thì có lông vũ, mỏ, cánh, máu nóng và đẻ trứng vỏ cứng. Còn εἶδος thì phân biệt nhờ các đặc điểm chung toàn bộ cá thể, con non thừa hưởng các biến thể từ cha mẹ. Aristoteles tin rằng tất cả γένος là khác biệt và không biến đổi. Cách tiếp cận của ông vẫn ảnh hưởng cho đến thời Phục Hưng.

### Loài cố định

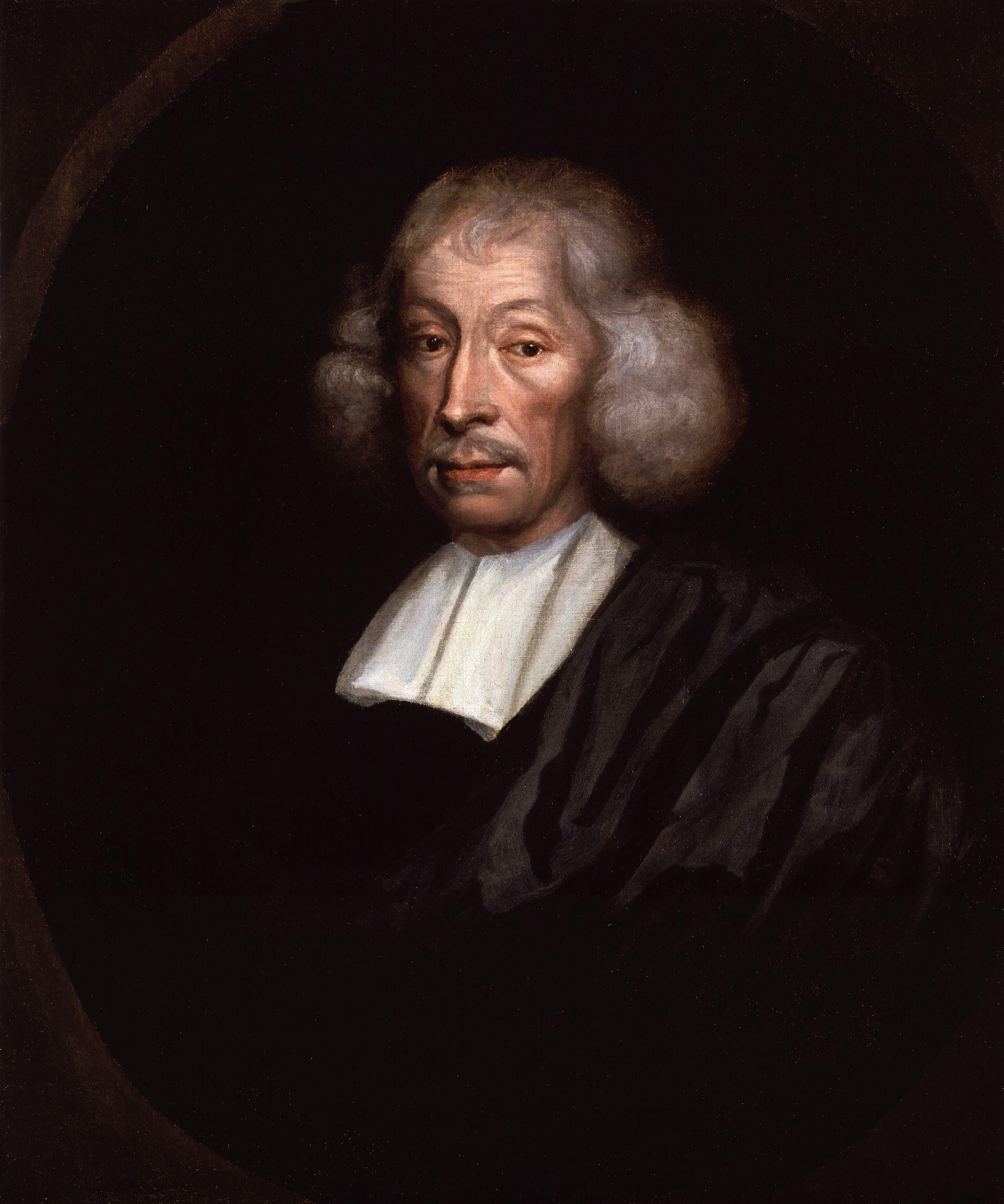
John Ray cho rằng loài là bất biến dù tồn tại các biến thể

Khi bắt đầu hệ thống hóa các sinh vật sống, các nhà quan sát thời kỳ cận đại từng xếp động vật và thực vật theo những tiêu chí riêng. Giờ đây, nhiều tiêu chí ấy sẽ bị coi là kỳ cục: sắp xếp dựa trên màu sắc (thực vật có hoa màu vàng) hoặc hành vi (rắn, bọ cạp và một số loài kiến có thể cắn, chích, đốt). Năm 1686, nhà tự nhiên học Anh John Ray là người đầu tiên cố gắng định nghĩa sinh học về loài như sau:
Với tôi, không có tiêu chí nào  xác định loài chắc chắn hơn là những đặc điểm phân biệt tự chúng duy trì khi nhân giống từ hạt. Do đó, khi các cá thể hay loài xuất hiện biến thể, nếu chúng sinh ra ra từ hạt của một và cùng một loài thực vật, thì đó là những biến thể ngẫu nhiên và không dùng để phân biệt loài. Tương tự như vậy, các loài động vật khác biệt cũng lưu giữ sự khác biệt loài đó mãi mãi; một loài không bao giờ sinh ra từ hạt giống loài khác và ngược lại.

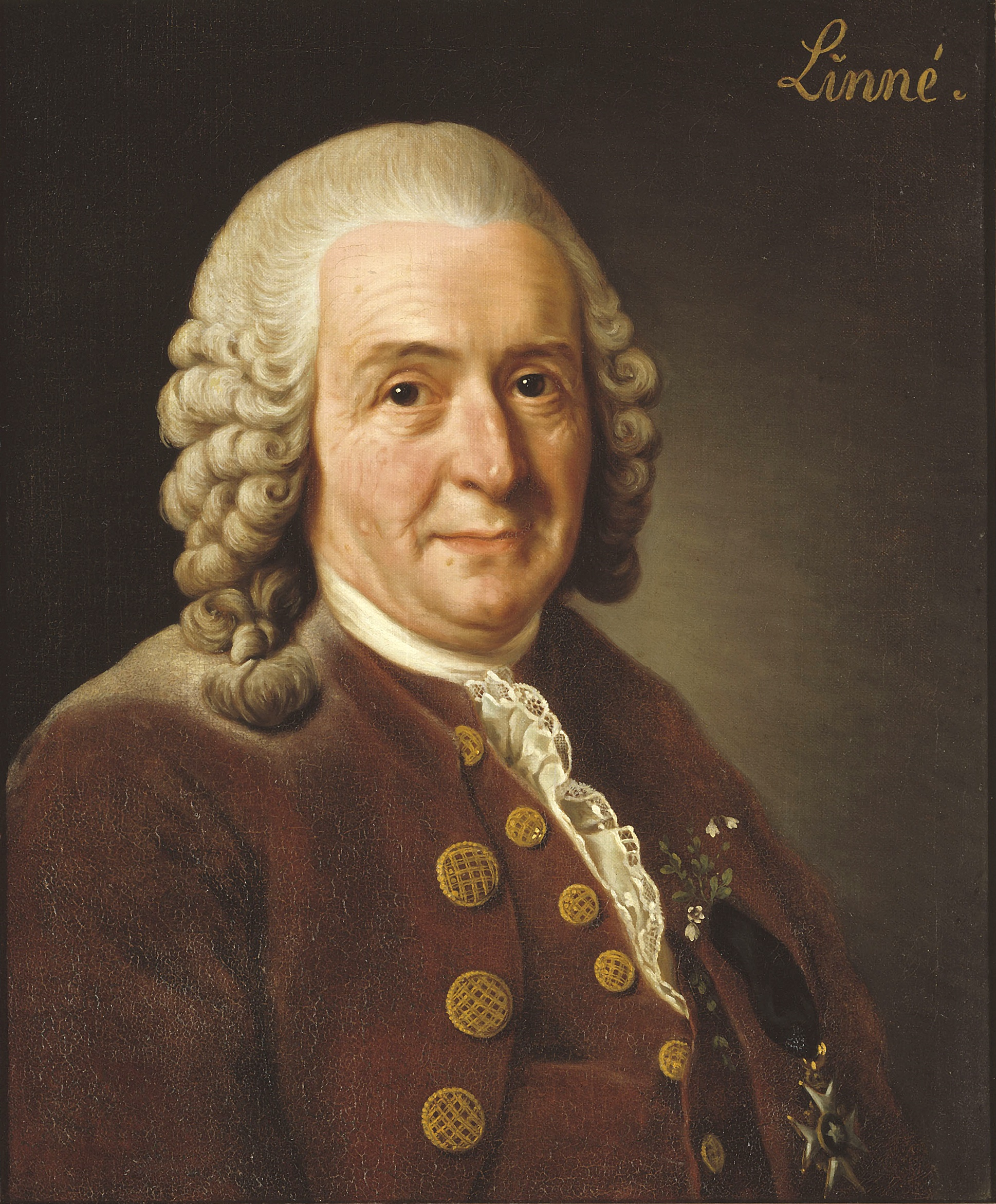
Carl Linnaeus tạo ra hệ thống danh pháp hai phần để đặt tên loài

Vào thế kỷ 18, nhà khoa học Thụy Điển Carl Linnaeus phân loại sinh vật theo các đặc điểm cơ thể chung chứ không chỉ dựa trên sự khác biệt. Ông đưa ra ý tưởng về một trật tự phân loại học dựa trên các đặc điểm có thể quan sát được và nhằm phản ánh những mối quan hệ tự nhiên. Tuy nhiên vào thời điểm đó, niềm tin phổ biến vẫn cho rằng dù ngoại hình giống nhau thế nào chăng nữa thì cũng không hề có mối liên hệ hữu cơ nào giữa các loài. Quan điểm này bị ảnh hưởng từ nền giáo dục học thuật và tôn giáo châu Âu hằn sâu tư tưởng Thượng Đế sắp xếp cõi sinh vật, tạo thành phân loại Aristoteles gọi là scala naturae hay nấc thang tạo vật. Nhưng dù loài có cố định hay không thì scala (thang) cho thấy hàm ý phát triển đi lên.

### Đột biến
Khi xem xét bằng chứng về sự lai tạo, Linnaeus nhận ra rằng các loài không cố định và có thể thay đổi. Tuy vậy, ông không cho rằng các loài mới có thể phát sinh mà duy trì quan điểm loài được cố định theo thiết kế thiên thượng thì có thể thay đổi thông qua lai hóa hoặc thích nghi. Đến thế kỷ 19, các nhà tự nhiên học hiểu rằng các loài có thể thay đổi hình dạng theo thời gian và lịch sử trái đất đủ dài cho những biến đổi lớn. Trong tác phẩm Philosophie Zoologique (Triết học Động vật học) năm 1809, Jean-Baptiste Lamarck đã mô tả sự chuyển đổi loài, đề xuất rằng một loài có thể thay đổi theo thời gian, khác biệt hoàn toàn với tư tưởng Aristoteles.
Năm 1859, Charles Darwin và Alfred Russel Wallace đưa ra học thuyết về tiến hóa và hình thành loài mới. Darwin cho rằng các quần thể đã tiến hóa chứ không phải các cá thể, bằng chọn lọc tự nhiên tạo ra biến thể tự nhiên giữa các cá thể. Điều này đòi hỏi định nghĩa loài mới. Với kết luận loài về hình thức là ý tưởng, tạm thời hữu ích để định danh các nhóm cá thể tương tác với nhau, ông viết:
Tôi coi thuật ngữ loài là thứ không chuẩn được đưa vì thuận tiện cho nhóm tập hợp cá thể gần giống nhau... Về cơ bản, nó không khác với từ đa dạng vốn được gán cho các dạng thức ít khác biệt hơn và biến đổi bất thường hơn. Khi so sánh khác biệt cá thể, đến lượt thuật ngữ đa dạng cũng lại được áp dụng tùy tiện, chỉ với mục đích thuận tiện.